# Gheorghe Gornea
Gheorghe Gornea (Szinaja, 1944. augusztus 2. – Szinaja, 2005.) román válogatott labdarúgókapus.

## Pályafutása

### A válogatottban
1968 és 1970 között 4 alkalommal szerepelt a román válogatottban. Részt vett az 1970-es világbajnokságon.

## Sikerei, díjai
Steaua București
- Román kupa (1): 1965–66

UTA Arad
- Román bajnok (2): 1968–69, 1969–70